# تجزئة (لغة)

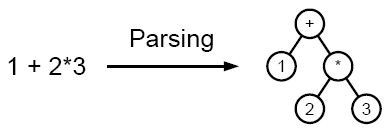

الإعراب أو التحليل في اصطلاح الصرفيين (ويقال لها التحليل أو الإعراب في علم الحاسوب) هو توضيح خصوصية كل واحدة من مفردات الجملة، بملاحظة نوع الكلمة وصيغتها من إفراد وتثنية وجمع وتذكير وتأنيث وغير ذلك.
وهذا التحليل هو إحدي مستويات تحليل اللغة فهناك أكثر من مستوى.
يقصد بالتحليل اللغوي تفكيك الظاهرة اللغوية إلى عناصرها الأولية التي تتألف منها. وتتنوع طرق التحليل اللغوي تبعا لتنوع المستوى اللغوي الذي تنتمي إليه الظاهرة اللغوية المراد تحليلها، فتحليل الظاهرة التي تنتمي إلى المستوى الصرفي مثلا يختلف عن تحليل الظاهرة التي تنتمي إلى أحد المستويات اللغوية الأخرى كالمستوى الدلالي والتركيبي.

## مستويات التحليل اللغوي
اللغة مجموعة من القواعد أو الأنظمة تصف مجموعة لا حد لها من الجمل، كل جملة منها لها معنى يقترن بسلسلة من الأصوات، والجملة تتألف من مجموعة من الكلمات، ومعنى الجملة يتوقف على معاني الكلمات التي منها تتألف، وعلى الطريقة التي بها تتركب وتنتظم، ومن ثم نقول -على سبيل التقريب والتسامح- إن اللغة تتألف من جمل، والجملة تتألف من كلمات والكلمة تتألف من أصوات، وبعبارة أخرى فالأصوات مادة الكلمة والكلمة مادة الجملة، والجملة هي –في الغالب- مادة اللغة. وهذا التقسيم لا يؤدي إلى تفكك اللغة أو انقسامها بقدر ما يؤدي إلى تماسك لبنات هذه اللغة وانضوائها تحت نظام لغوي متماسك، فالمنطوق اللغوي لا تنفصل وحداته أو أجزاؤه في الواقع، فليس ثمة فاصل قاطع بين الكلمات التي تتألف منها الجملة، ومن ثم فالمنطوق اللغوي أشبه ما يكون بجدول من الماء المتدفق لا بالعقد الذي تتوالى حباته حبة حبة.
أما عن واقع الجهود الحاسوبية في التعاطي مع تلك المستويات مجتمعة فإن قدرات اللسانيات الحاسوبية المعاصرة ما زالت بعيدة عن إنتاج محللات لغوية على المستويات اللسانية العليا مقبولة الأداء تحت الظروف الواقعية، فضلا عن قصورها عن إنجاز مثل تلك التفاعلية الآنية بين هذه المستويات اللسانية بما يقترب من محاكاة أداء الملكة اللغوية التي يمتلكها الإنسان [التشريح البنائي لمشكل آلي عربي، د. محمد عطية العربي].
فاللغة نظام بالغ الدقة والتعقيد يتألف من عدد من الأنظمة الفرعية التي تنتظم وحدات اللغة المختلفة، ويطلق على هذه الأنظمة: النظام الصوتي والنظام الصرفي والنظام النحوي، وكل نظام من هذه الأنظمة له وحداته الخاصة، وله قواعد تحكم تأليف الوحدات، ويمكننا التعرف على هذه الوحدات وملاحظة الصور المسموح بها وغير المسموح بها، وكل نظام من هذه الأنظمة يعمل من خلال غيره من الأنظمة، ولكننا مع ذلك نستطيع- من أجل التحليل فحسب- أن نميز وحدات كل نظام ونحدد قواعد التركيب الخاصة به، فجملة مثل قوله تعالي: (الحمد لله رب العالمين) تتكون وفق مجموعة من القواعد والنظم التي يندرج كل منها تحت نظام يختلف عن باقي الأنظمة، هذا الاختلاف يعمل علي تكامل هذه الأنظمة وتماسكها في إطار لغوي متسق، وإذا أردنا تحديد هذه النظم التي تؤلف هذه الجملة لقلنا:
إن هذه الجملة تألفت من مجموعة أصواتية يحتويها النظام الصوتي للغة العربية فكلمة «الحمد» مكونة من ثمانية أصوات هي:
(الهمزة /?/ والفتحة /a/ واللام /l/ والحاء /X\/ والفتحة /a/ والميم /m/ والدال /d/ والضمة/u/)
وطبيعة هذه الأصوات يحددها النظام الصوتي للغة العربية، هذا النظام الذي يسمح أو يمنع توالي أصوات معينة داخل إطار هذه اللغة.
ثم يأتي دور النظام الصرفي الذي يحدد القالب الذي تكونت وفق قواعده بنية هذه الكلمة، فكلمة الحمد صيغت من الجذر «ح م د» على وزن «ف – ع - ل» وطريقة صياغة هذه الكلمة خاضعة لقواعد النظام الصرفي للغة العربية الذي يضع الأسس الكلية والجزئية التي تتحكم في بناء الكلمات من الجذور، أما النظام النحوي فهو المسؤول عن ضبط القواعد التي تتحكم في طرق جمع وترتيب الكلمات ذات الصيغ الصرفية المحددة جنبا إلى جنب، فكلمة مثل «الحمد» لا يكتمل معناها إلا بانضمامها إلى غيرها من الكلمات.
والجملة التي معنا يمكننا أن نعيد صياغتها أكثر من مرة بطرق قد توافق النظام النحوي وقد تخالفه وذلك على النحو التالي:
- الحمد لله رب العالمين √
- لله الحمد رب العالمين √
- رب لله الحمد للعالمين ×
- العالمين لله الحمد رب ×
- الحمد رب لله العالمين ×
- الحمد العالمين لله رب ×
- رب الحمد لله العالمين ×
- رب العالمين لله الحمد √

أما النظام الدلالي فهو النظام المسؤول عن تحقيق التآلف بين المعاني المعجمية والوظيفية لكل كلمة تتكون منها الجملة الواحدة، فإذا تحقق هذا التألف كانت الجملة مقبولة دلاليا بالإضافة إلى قبولها نحويا، وإذا اختل هذا التآلف الدلالي بين كلمات الجملة اضطرب بقدر ذلك الاختلال إفادة الجملة للمعنى المقصود منها.
فجملة مثل«أكلت دواء المنضدة» جملة منضبطة نحويا حيث تكونت من فعل وفاعل ومفعول به ومضاف إليه، وهذا التركيب مقبول حسب قواعد النظام النحوي، غير أن دلالة فعل الأكل لا يمكن أن تقع على هذا المفعول به «دواء المنضدة» وعليه فالجملة في النظام الدلالي غير مقبولة
التحليل اللغوي الحاسوبي
كما أن التحليل اللغوي يتعدد بتعدد المستوى اللغوي الذي تنتمي إليه الظاهرة المدروسة فإن ملامحه تتحدد أيضا في ضوء الأهداف المرجوة منه، فإذا كانت الأهداف لغوية عامة فإن الأدوات والمناهج المستعملة في التحليل قد تختلف عنها لو كانت الأهداف لغوية حاسوبية، وذلك من حيث كم المعلومات، وكيفية تنظيمها.إلخ
والتحليل اللغوي الحاسوبي هو الهدف الأساسي من الموقع، ويقصد به تحليل النص اللغوي اعتمادا على أدوات حاسوبية مطورة تساعد الباحثين في إنجاز مهام التحليل المتنوعة، بالإضافة إلى تقديم النتائج على نحو منتظم ومكتمل، بحيث يمكن تمثيلها حاسوبيا.
التحليل اللغوي الحاسوبي
تتعدد التحليلات اللغوية بتعدد مستويات اللغة العربية، وسنوضح فيما يلي ثلاثة أنواع منها، وهي التي يهتم بها الموقع:

## أولا: التحليل الصرفي
وحدته الأساسية هي الكلمة، ويهدف إلى تحليلها إلى عناصرها الأربعة الأساسية: الجذر، والوزن، والسابقة، واللاحقة، بالإضافة إلى تحديد أبرز الخصائص الصرفية لبنية الكلمة من حيث: التعيين، والنوع، والعدد، والبناء والإعراب، والجمود والاشتقاق.إلخ

## ثانيا: التحليل الدلالي
وحدته الأساسية هي معنى الكلمة، ويهدف إلى تحديد المعنى السياقي للكلمة، ونسبتها إلى الحقل المعجمي الدلالي الموافق له، مثال: كلمة [سهل] يتعدد معانيها في السياقات التالية:
- يفرح التلاميذ بالامتحان السهل
- ينساب ماء المطر في السهل
- صديقي سهل الخلق

ففي الجملة الأولى تنتمي الكلمة إلى الحقل الدلالي [السهولة] وفي السياق الثاني تنتمي إلى الحقل [المكان المنبسط] وفي السياق الثالث تنتمي إلى حقل [حسن الخلق]
متعددة المعاني، وكل معنى في سياق-ونسبة كل كلمة إلى حقلها المعجمي] ويستعان في هذا التحليل بقاعدة بيانات معجمية دلالية تشتمل على 7.000 حقل دلالي تقريبا، يندرج تحتها 39.000 كلمة في صورة حيادية، مزودة بمحلل صرفي يمكنه الربط بين كل واحدة منها والتنوعات الصرفية المنبثقة عنها.

## ثالثا: التحليل النحوي
وحدته الأساسية هي الجملة، ويهدف إلى تعيين الوظائف النحوية المباشرة للكلمة وتحديد علامتها الإعرابية، دون الدخول في تفصيلات الإعراب المحلي للجمل وأشباه الجمل، وهذا المنهج يعد خطوة أولى في التحليل النحوي الكامل للجملة العربية.
ويستعان في هذا التحليل بأداة يمكنها تحديد نوع البنية الصرفية لكل كلمة، واختيار الوظيفة النحوية التي يوافقها، وتعيين العلامة الإعرابية المناسبة لها.

## دور الباحث اللغوي في التحليل اللغوي الحاسوبي
يتمثل الدور الأساسي لأدوات التحليل اللغوي في مساعدة الباحث في إتمام عمليات التحليل اللغوي، وليس في الاستغناء عنه. فنسبة الدقة التي تصل إليها هذه الأدوات ليست كتلك التي يحققها الباحث المتخصص، فهي وإن كانت مرتفعة في أدوات التحليل الصرفي حيث يمكنها أن تتجاوز 96% فإنها في التحليل الدلالي والنحوي لا تزال في حاجة إلى تطوير ودعم لغوي وتقني، ويهدف هذا الموقع إلى إقامة تفاعل مثمر بين الأدوات بما تتميز به من دقة وسرعة، والباحث بما يتميز به من قدرة على الفهم والترجيح.